# Нерозв'язані проблеми економіки
Це перелік деяких основних невирішених проблем, загадок або питань у економіці. Деякі з них мають теоретичне походження, а деякі з них стосуються нездатності загальноприйнятої економічної теорії пояснити емпіричне спостереження.

## Теорія капіталу
- Кембриджська суперечка про капітал — це суперечка в економіці, що розпочалась у 1950-х роках. Дебати стосувалися природи та ролі капітальних товарів та критики неокласичного бачення сукупного виробництва та розподілу. В основі дискусії лежить питання, чи є природний темп приросту екзогенним або ендогенним до попиту (і чи зростання ресурсів викликає зростання виробництва, або навпаки). Суперечка оголила теоретичні протиріччя в економічній науці, була продемонстрована нездатність маржиналізму та кейнсіанства пояснити природу та розмір прибутку на капітал у макроекономічному вимірі. Економісти не досягли консенсусу у вирішенні суперечки, не було запропоновано нових підходів замість розкритикованих.
- Проблема трансформації — це властива марксистській економічній науці, а не економічній науці загалом, проблема пошуку загального правила, за допомогою якого цінність товарів на основі суспільно необхідного робочого часу перетворюється у конкурентоспроможні ціни на ринку. Основна складність полягає в тому, як узгодити прибуток у вигляді надлишкової вартості від прямих вкладень праці та співвідношення прямого вкладу праці до вкладення капіталу, що сильно різниться між товарами, з тенденцією до середньої норми прибутку на весь вкладений капітал.[1]
- Формалістично-субстантивістська дискусія: протиставлення субстантивістської та формалістичної економічних моделей вперше було запропоновано Карлом Поланьї у праці «Велика трансформація» (1944).[2] Дискусія формалістів і субстантивістів була дисциплінарною дискусією, значною мірою обмеженою журналом « Дослідження економічної антропології». Такі формалісти, як Реймонд Фірт та Гарольд К. Шнайдер, стверджували, що неокласична модель економіки може бути застосована до будь-якого суспільства, якщо будуть внесені відповідні зміни, аргументуючи це тим, що її принципи мають універсальну силу. Критики формалістичної позиції ставлять під сумнів її центральні припущення, зокрема, що універсальність раціонального вибору та максимізацію корисності можна припустити у всіх культурах. Передумова максимізації корисності є тавтологічною; що б людина не робила, будь то робота чи дозвілля, це визнається корисною максимізацією, передумовою, яку ніколи не можна суперечити чи спростовувати. Якщо він чи вона не максимізує гроші, то це має бути задоволення чи якась інша цінність. Цитата: «Це post hoc міркування назад апріорних припущень має мінімальну наукову цінність, оскільки воно не піддається фальсифікації».(1989: 212).[3] Наприклад, людина може пожертвувати власним часом, фінансами чи навіть здоров'ям, щоб допомогти іншим; а формалісти потім заявляють, що вона зробила це, тому що цінує допомогу іншим, і тому жертвує іншими цілями, щоб максимізувати цю цінність (наприклад, сенс, задоволення від надання допомоги, схвалення інших тощо), навіть якщо це суперечить звичайній формалістській схемі максимізації прибутку.

## Поведінкова економіка
- Розкрита перевага: чи справді теорія розкритої переваги розкриває перевагу споживача, коли споживач має змогу дозволити собі всі доступні варіанти? Наприклад, якщо споживач стикається з трьома товарами, і він може дозволити собі придбати всі три (A, B і C), і він вирішить спочатку придбати A, потім C, а потім B — чи це говорить про те, що споживач віддає перевагу товарам у цьому порядку A> C> B? Дебати ґрунтуються на тому, що оскільки споживач може дозволити собі всі три товари та не потребує прийняття рішення по перевагу, чи відображає порядок споживання будь-які переваги?[4]
- Tâtonnement : Акт tâtonnement відіграє ключову роль у формулюванні загальної теорії рівноваги. Претензія полягає в тому, що якщо первісний контракт не призводить до рівноваги, він закінчується і формуються нові договори. Якщо первісний контракт не буде відкликаний, це, ймовірно, призведе до різного набору цін, залежно від ступеня помилки в початковому процесі. Питання полягає в тому, чи повторне укладання договорів триває, коли сторони забувають попередньо заплановані позиції, або ж сторони беруть участь у варіанті tâtonnement для досягнення оптимальності. Див. Також алгоритм сходження на вершину і аукціон Валраса.
- Уніфіковані моделі людських упереджень : Неокласична економіка зосередилася на розробці моделей, що відображають ідеалізований економічний агент, який іноді називають Homo economicus, як спосіб вивчення економіки. У період, що охоплює 1970-90-ті роки, почали з'являтися дослідження, що дозволяють припустити, що люди зазнають когнітивних упереджень, таких як ефект фрейму, відраза до втрат, омана гравця, підтверджувальне упередження та багато інших. Крім того, ці наслідки можуть призвести до аномалій, таких як поведінка натовпу або вкладення імпульсу, що не відповідає економічним моделям, які не передбачають психологічних обмежень людини. Хоча деякі моделі почали включати обмежену раціональність та неприязнь до ризиків, як-от теорія перспектив, все ще залишається розгледіти єдину модель, яка може робити корисні прогнози, що включають у себе всю когнітивну упередженість та раціональні обмеження у більшості людей.[5] Крім того, навіть існує дискусія щодо того, чи потрібно включати такі психологічні обмеження в економічні моделі. Хоча деякі економісти наполягають на тому, що необхідно повністю оцінити складність ринку, інші все ще стверджують, що модель, яка включає людські упередження, є або нереальною, або ставить під сумнів її корисність, стверджуючи, що модель, яка не наближає агентів як до абсолютно раціональної, можливість мінімальних винятків навряд чи буде успішною.[6]

## Фінансова економіка
- Загадка премії за ризик інвестицій в акції вважається одним з найважливіших невирішених питань в неокласичній економіці.[7] Вона полягає в тому, що за приблизно останні сто років середня реальна дохідність акцій у США була значно вищою, ніж у облігаціях. Загадка полягає в поясненні причин такої премії за власний капітал. Незважаючи на те, що існує декілька різних теорій щодо загадки, все ще немає остаточної згоди щодо її причини.[8]
- Дивідендна загадка : Дивідендна загадка — явище, що спостерігається емпірично, коли компанії, які виплачують дивіденди, як правило, оцінюються інвесторами за більш високою вартістю. Досі немає пояснень, широко прийнятих економістами.[9][10][11] Теорема Модільяні-Міллера припускає, що загадку можна пояснити (лише) деякою комбінацією податків, витрат на банкрутство, неефективності ринку (в тому числі через психологію інвесторів) та асиметричної інформації.
- Покращені модель Блека — Шоулза та біноміальна модель оцінювання опціонів: модель Блека — Шоулза та більш загальні моделі ціноутворення біноміальних опціонів — це сукупність рівнянь, які прагнуть моделювати та встановлювати ціни на опціони участі в капіталі та кол-опціони. Хоча моделі широко використовуються, вони мають багато суттєвих обмежень.[12] Головними з них є нездатність моделі врахувати історичні зміни ринку[13] та їх часті завищення опціонів, причому завищення цін зростає зі збільшенням тривалості опціону.[14] Розробка моделі, яка може належним чином враховувати ціни кол-опціонів на активі зі стохастичною мінливістю, вважається відкритою проблемою у фінансовій економіці.
- Проблеми з американським опціоном: Чи є закрита форма для американських пут-опціонів? Чи існує форвардне диференціальне рівняння з частинними похідними для американського опціону в локальній моделі мінливості?

## Міжнародна економіка
- Загадка домашньої упередженості у торгівлі — це емпіричне спостереження, що навіть коли враховуються такі фактори, як економічний розмір торгових партнерів та відстань між ними, торгівля між регіонами всередині країни значно більша, ніж торгівля між регіонами різних країн, навіть коли немає суттєвих правових бар'єрів. Наразі не існує рамки для пояснення цього спостереження.[15][16]
- Загадка упередження місцевого власного капіталу стосується спостереження, що люди та установи у багатьох країнах мають лише невеликі обсяги іноземних інвестицій, незважаючи на можливість широкої диверсифікації їх портфелів у світовій економіці. Хоча деякі пояснення існують, наприклад, що місцеві особи та фірми мають більший доступ до інформації про місцеві фірми та економічні умови, ці пояснення не приймаються більшістю економістів і в основному їх спростовують.[17]
- Загадка Бакуса — Кехое — Кідланда — це емпіричне спостереження, що споживання в різних країнах набагато менше співвідноситься, ніж обсяг виробництва. Стандартна економічна теорія говорить про те, що специфічні для країни ризики виробництва повинні бути колективними, а зростання внутрішнього споживання не повинно сильно залежати від конкретних потрясінь, пов'язаних з доходами. Таким чином, ми не повинні спостерігати, що споживання між країнами значно менше корелює, ніж виробництво; і все ж ми його спостерігаємо.[18][19]
- Парадокс Фільштейна — Горіока бере початок із статті 1980-х років, в якій встановлено, що серед країн ОЕСР середні показники довгострокових національних заощаджень сильно корелюються з аналогічними середніми показниками внутрішніх ставок інвестицій. Стандартна економічна теорія дозволяє припустити, що на відносно відкритих міжнародних фінансових ринках заощадження будь-якої країни надходитимуть до країн з найбільш продуктивними інвестиційними можливостями; отже, ставки заощадження та ставки внутрішніх інвестицій будуть непов'язані, всупереч емпіричним доказам, запропонованим Мартіном Фільштейном та Чарльзом Горіокою. Хоча опубліковано численні статті щодо загадки, жодне із викладених пояснень не має належної емпіричної підтримки.
- Загадка паритету купівельної спроможності, яка вважається однією з двох загадок реального обмінного курсу, стосується спостереження, що реальні курси валют є і більш мінливими, і стійкішими, ніж це запропонувало б більшість моделей. Єдиним чітким способом зрозуміти цю мінливість було б відведення значної ролі грошовим та фінансовим шокам. Однак, якщо поштовхи відіграють таку велику роль, викликом стає пошук джерела номінальної жорсткості, якщо таке взагалі існує, що може бути настільки стійким для пояснення довгострокового тривалого характеру відхилень реального курсу.
- Загадка відключення валютного курсу, також одна з так званих загадок реального валютного курсу, стосується слабкого короткострокового зворотного зв'язку між валютними курсами та рештою економіки. У більшості країн економіки обмінний курс є найважливішою відносною ціною, тому дивно, і поки що зовсім не пояснено, що кореляції не є сильнішими.

## Подальше читання
- Oskar Morgenstern (1972). Thirteen critical points in contemporary economic theory. Journal of Economic Literature. 10 (4): 1163—1189. JSTOR 2721542.
- Alessandro Innocenti (1995). Oskar Morgenstern and the Heterodox Potentialities of the Application of Game Theory to Economics. Journal of the History of Economic Thought. 17 (2): 205—227. doi:10.1017/S1053837200002601.
- Bernstein, Steven; Ned Lebow, Richard; Gross Stein, Janice; Weber, Steven (2000). God Gave Physics the Easy Problems. European Journal of International Relations. 6 (1): 43—76. doi:10.1177/1354066100006001003.
- Peter J. Boettke (Winter 1998). Formalism and contemporary economics: A reply to Hausman, Heilbroner, and Mayer. Critical Review. 12 (1&2): 173—186. doi:10.1080/08913819808443492.
- DeLong, J. Bradford; Konstantin Magin (2009). The U.S. Equity Return Premium: Past, Present, and Future. Journal of Economic Perspectives. 23 (1): 193—208. CiteSeerX 10.1.1.186.1718. doi:10.1257/jep.23.1.193.